# NGC 4079
NGC 4079 este o intermediate spiral galaxy⁠(d) situată în constelația Fecioara. A fost descoperită în 15 aprilie 1828 de către John Herschel. Se află la o distanță de 93,76 de megaparseci de Pământ.